# أليك براون
أليك براون (بالإنجليزية: Alec Brown)‏ مواليد 23 يوليو 1992 في وينونا، هو لاعب كرة سلة أمريكي. بدأ مسيرته الاحترافية في سنة 2015. تم اختياره من قبل فريق فينيكس صنز خلال الدرافت. يلعب مع سي بي إستوديانتس في الدوري الإسباني لكرة السلة كلاعب وسط. يحمل الرقم 21. يبلغ طوله 7 قدم 1 بوصة (2.2 م). لعب مع أوبرادويرو لكرة السلة وسي بي إستوديانتس.

## روابط خارجية
- أليك براون على موقع الاتحاد الدولي لكرة السلة (الإنجليزية)
- أليك براون على موقع الدوري التايواني الممتاز لكرة السلة (الصينية)
- أليك براون على موقع سبورتس رفرنس (الإنجليزية)
- أليك براون على موقع الدوري الإسباني لكرة السلة (الإسبانية)
- أليك براون على موقع كرة السلة الأوروبية.كوم (الإنجليزية)
- أليك براون على موقع إي إس بي إن.كوم (الإنجليزية)
- أليك براون على موقع كلية كرة السلة في سبورتس رفرنس.كوم (الإنجليزية)
- أليك براون على موقع ريلجم (الإنجليزية)
- أليك براون على موقع بروبوليرز (الإنجليزية)
- أليك براون على موقع سبورتس رفرنس (الإنجليزية)